# Desmognathus planiceps
Desmognathus planiceps är en groddjursart som beskrevs av Newman 1955. Desmognathus planiceps ingår i släktet Desmognathus och familjen lunglösa salamandrar. Inga underarter finns listade i Catalogue of Life.